# سده ۴۰ (پیش از میلاد)
(سده چهلم پیش از میلاد مسیح - سده سی‌ونهم پ.م. - سده‌های دیگر)
سده چهلم پ.م. آغاز کهن‌ترین گزارش‌ها از تاریخ تمدن بشری است.
در طول قرن ۴۰ پیش از میلاد، منطقه مدیترانه شرقی در دوره مس‌سنگی (عصر مس)، گذار بین عصر سنگ و عصر برنز، قرار داشت. شمال غربی اروپا در دوران نوسنگی بود. چین تحت سلطه فرهنگ نوسنگی یانگ شائو بود. قاره آمریکا در مرحله گذار از مرحله سرخپوستی-پارینه سنگی (لیتیک) به مرحله میان‌هندی (باستانی) بود. این قرن در ۴۰۰۰ پیش از میلاد آغاز شد و در ۳۹۰۱ پیش از میلاد پایان یافت.

## فرهنگ ها[۱]
خاور نزدیک
- در مصر پیش از سلسله‌ها، فرهنگ ال عمری در این دوره ظهور کرد.

- آغاز فرهنگ نقاده در مصر

- در بین‌النهرین، دوره اوروک آغاز شد.

اروپا
- فرهنگ سفالگری خطی جای خود را به فرهنگ قیف‌مانند در شمال می‌دهد.

- فرهنگ کوکوتنی-تریپلیان

- فرهنگ ظروف سفالی پیت-شانه‌ای

- طبق فرضیه کورگان مرتبط با نیا-هندواروپایی‌ها، در استپ پونتیک، فرهنگ‌های دنیپر-دونتس و فرهنگ سردنی استوگ شکوفا می‌شوند.

آسیای شرقی
- فرهنگ لیانگ ژو

- دوره اولیه جومون در جزایر ژاپن آغاز می‌شود.

## رخدادها
- آغاز تمدن‌ها در میانرودان و هلال بارور (هلال خصیب)

- رویداد ۵.۹ کیلومتری

- حدود ۴۰۰۰ سال پیش از میلاد، بیش از ۱۰۰ خانه در اطراف یک مرکز اجتماعی، یک گورستان و یک کوره در جیانگ ژای، نزدیک شی‌آن مدرن، چین ساخته شده‌اند.

- شوش مرکز تولید سفال است؛ ج. چرخ سفالگری در بین‌النهرین

- زمان تقریبی ساخت مجموعه تپه مرهلوا

- بناهای سنگی بزرگ در برتانی (کارناک)، پرتغال (لیسبون)، مرکز و جنوب فرانسه، جزیره کرس و بریتانیای کبیر ساخته شده‌اند.

- فلزکاری در عصر مس در اروپا

- اهلی کردن اسب

- گاوآهن در حال استفاده

- گلدان‌ها و خمره‌های سفالی کشف شده در یک سیستم غاری وسیع در جنوب ارمنستان در نزدیکی مرز با ایران، نشانه‌هایی از تلاش سازمان‌یافته برای فشردن و تقطیر انگور را نشان می‌دهد.

## تقویم ها[۱]
بید تاریخ جهان خود را با سال ۳۹۵۲ پیش از میلاد آغاز کرد.
فراماسون‌ها در مراسم یا یادبودهای خود، ۴۰۰۰ سال به سال تقویمی فعلی Anno Domini اضافه می‌کنند و Anno Lucis ("سال نور") را به این سال (یعنی ۲۰۲۰ میلادی = ۶۰۲۰ میلادی) ضمیمه می‌کنند. این دوره تقویمی جایگزین، که ۴۰۰۰ پیش از میلاد را به عنوان "سال صفر" تعیین می‌کند، در قرن ۱۸ (قرن ۵۸ میلادی) به احترام Anno mundi تقویم عبری و سایر ایده‌های مربوط به سال خلقت در آن زمان ایجاد شد.

## چهره‌های سرشناس
- آدم (برپایه گاهشماری یهودی)
- نوح (برپایه گاهشماری یهودی)